# Omolon (Ort)
Omolon (russisch Омоло́н) ist ein Dorf (selo) im Autonomen Kreis der Tschuktschen (Russland) mit 873 Einwohnern (Stand 14. Oktober 2010).

## Geographie

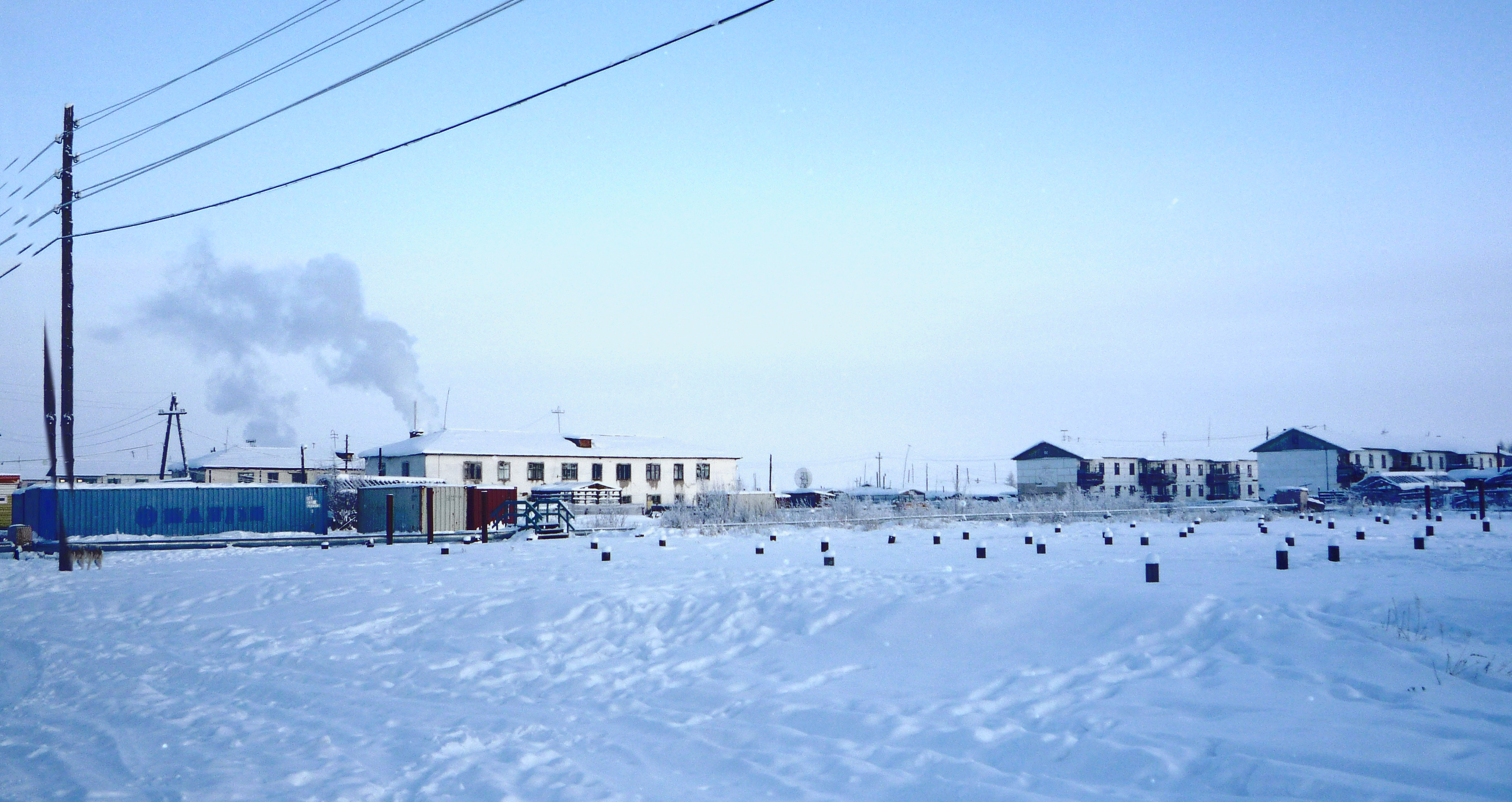
Omolon im Februar 2011

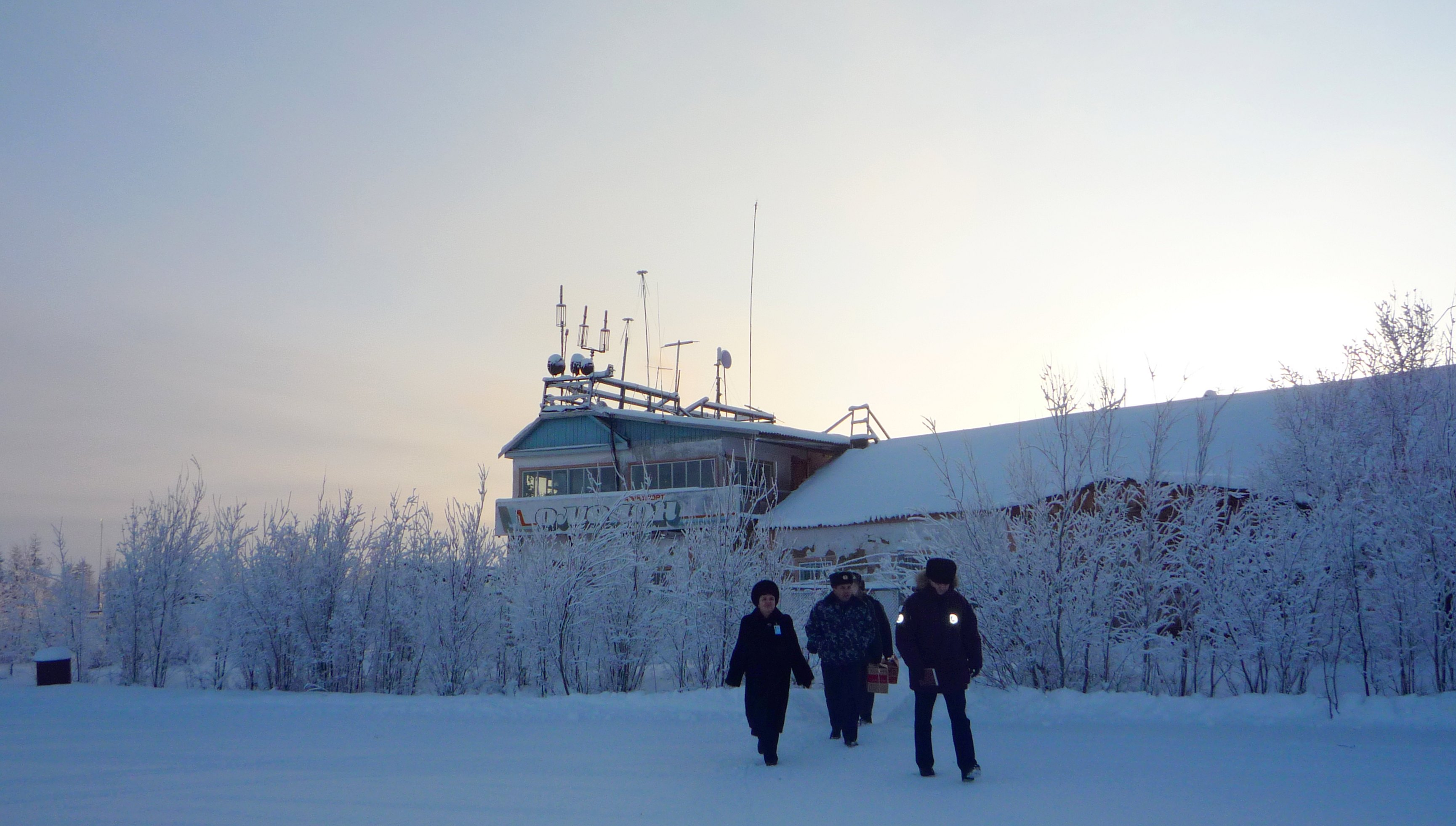
Flughafen Omolon

Der Ort liegt etwa 800 km Luftlinie westlich des Kreisverwaltungszentrums Anadyr am rechten Ufer des Kolyma-Nebenflusses Omolon, der dort die Grenze zur Oblast Magadan markiert. Mit −61,0 °C wurde im Februar 2002 bei der seit 1944 existierenden Wetterstation Omolon eine der bislang niedrigsten Temperaturen im Autonomen Kreis gemessen.
Omolon ist gehört zum Rajon Bilibinski und befindet sich gut 400 km südwestlich von dessen Verwaltungszentrum Bilibino. Es ist die einzige Ortschaft der gleichnamigen Landgemeinde (selskoje posselenije).

## Geschichte
Der Ort wurde 1944 im Zusammenhang mit der Errichtung eines Flugplatzes an der Flugroute errichtet, über die während des Zweiten Weltkrieges im Rahmen des Lend-Lease-Abkommens Flugzeuge  aus den Vereinigten Staaten in die Sowjetunion überführt wurden. Er wurde nach dem Fluss benannt, dessen Name jukagirischen Ursprungs ist und etwa guter Fluss bedeutet.
Heute sind über 80 % der Einwohner Angehörige der indigenen Völker des russischen Nordens, überwiegend Ewenen, die sich mit Rentierhaltung, Fischfang und Pelztierjagd beschäftigen.

## Verkehr
Omolon besitzt keine ganzjährig befahrbare feste Landverbindung, kann aber über eine Winterstraße von Bilibino erreicht werden. Der Bau einer Straße nach Anadyr mit Abzweigung nach Bilibino ist geplant. Am nordöstlichen Ortsrand befindet sich der Flughafen Omolon (ICAO-Code UHMN), über den Verbindung nach Anadyr, Magadan und Bilibino (Keperwejem) besteht.